# Cairo (Georgia)
Cairo ist eine Stadt im Grady County des Bundesstaats Georgia in den Vereinigten Staaten.
Zum Zeitpunkt der Volkszählung 2010 zählte die Stadt 9.607 Einwohner. Die Stadt ist der County Seat von Grady County.

## Geschichte
Cairo wurde 1835 gegründet und war seit 1870 als Ortschaft und seit 1906 als Stadt eingetragen. 1905 wurde Cairo zum Sitz des neu gebildeten Grady County ernannt. Die Stadt wurde nach Kairo, der Hauptstadt Ägyptens, benannt. Am 3. März 2019 wurde die Stadt von einem Tornado heimgesucht, der weitreichende Schäden verursachte.

## Infrastruktur

### Bildung
Neben der Cairo High School als zentrale High School für den gesamten Grady County gibt es in Cairo drei Grundschulen, die Eastside Elementary, Northside Elementary und Southside Elementary sowie als Mittelschule die Washington Middle School.
In Cairo befindet sich außerdem ein Campus des Southern Regional Technical College.

### Verkehr
Durch den Ort führt der U.S. Highway 84.

### Gesundheitswesen
Das Grady General Hospital verfügt über 60 Betten und ist seit 1985 dem John D. Archbold Memorial Hospital in Thomasville angeschlossen.

## Klima
Das Klima in diesem Gebiet ist durch relativ hohe Temperaturen und gleichmäßig verteilte Niederschläge über das ganze Jahr gekennzeichnet. Laut der Klimaklassifikation nach Köppen und Geiger befindet sich Cairo in einer feucht-subtropischen Klimazone.

## Bevölkerung
Die Bevölkerungszahlen entwickelten sich nachweislich seit dem Jahr 1880 mit 275 Einwohnern über rund 1500 Einwohner im Jahr 1819, rund 4.500 Einwohnern in den 1940er Jahren bis 9.607 Einwohner im Jahr 2010.

## Persönlichkeiten
- Mack Robinson (1914–2000), Sprinter, in Cairo geboren
- Jackie Robinson (1919–1972), Baseballspieler, in Cairo geboren
- Ernest Riles (* 1960), Baseballspieler, in Cairo geboren
- Teresa Edwards (* 1964), Basketballspielerin, in Cairo geboren
- Daryle Singletary (1971–2018), Musiker, in Cairo geboren
- Willie Harris (* 1978), Baseballspieler, in Cairo geboren
- Bryan Johnson (Motorradfahrer) (* 1986), Motorradfahrer,  in Cairo geboren